# Lijst van Zuid-Afrikaanse rampen
Dit is een lijst met rampen op Zuid-Afrikaans grondgebied. In deze lijst zijn alleen gebeurtenissen opgenomen waarbij vijf of meer doden zijn gevallen waarbij geen verwantschap tussen de doden bestond en gebeurtenissen waarbij er sprake is van een zeer groot effectgebied.

## Voor 1800
- 1682
  - 8 juni - Vergaan van het VOC-schip Joanna bij Kaap Agulhas. 10 doden.
- 1693
  - 1 december - Voor de Afrikaanse kust nabij Kaap de Goede Hoop vergaat de Gouden Buys. 188 bemanningsleden verdrinken.[1]
- 1697
  - 24 mei - De Oosterland strandt nabij de Zoutrivier in Zuid-Afrika. Twee bemanningsleden (Leendert Overraat en Jan Claasze) overleven de ramp, 140 komen er om. Twee uur eerder verging op dezelfde plaats de Waddinxveen. Van dit schip worden 4 bemanningsleden gered.
- 1702
  - 3 april - Het VOC-schip Meresteijn slaat op de rotsen bij Kaap de Goede Hoop, waarbij het schip in tweeën breekt. Slechts 99 opvarenden slagen erin aan wal te komen.
- 1722
  - 15 juni - Vijf VOC-schepen vergaan bij Kaap de Goede Hoop: de Lakenman, de Rotterdam, de Standvastigheid de Zoetigheid en de Lorrendraaier. Honderden mensen komen om.[2]
- 1723
  - 7 november - De hoeker Meteren vergaat op de westkust van Zuid-Afrika bij de Olifantsrivier. 9 van de in totaal 29 opvarenden kunnen worden gered.
- 1737
  - 21 mei - Het VOC-schip Iepenrode vergaat op zijn 2e retourreis bij Kaap de Goede Hoop. Alle 208 opvarenden komen om het leven.
- 1755
  - 22 april - Ondergang van de Doddington bij Port Elizabeth. 247 doden.
- 1773
  - 1 juni - Scheepsramp met de Jonge Thomas in de Tafelbaai bij de Kaap de Goede Hoop. Van de 191 opvarenden overleven er 53 de scheepsramp, waarvan er 14 worden gered door Christiaan Woltemade.
- 1778
  - 24 augustus - Vergaan van de Colebrooke. 6 doden.[3]
- 1788
  - 4 augustus - Ramp met de Grosvenor, aan de Oostkust van Zuid-Afrika. 105 doden.
- 1785
  - 4 mei - De Brederode verdwijnt met 12 man aan boord in de golven bij Kaap Agulhas ten oosten van Kaapstad. 80 bemanningsleden kunnen worden gered.
- 1799
  - 4 mei - Vergaan van het Britse schip Sceptre met 291 zielen aan boord.

## 19e eeuw
- 1815
  - 30 mei – Scheepsramp bij Waenhuiskrans. Het Britse schip Arniston vergaat. 6 opvarenden overleven de ramp, 372 verdrinken.[4]
- 1842
  - 28 augustus – Ondergang van de Britse schepen Waterloo en Abercrombie Robinson. Van de Abercrombie Robinson werd iedereen gered, maar bij de Waterloo waren er slechts 113 overlevenden; 189 opvarenden verdronken.
- 1852
  - 28 februari – Bij Gansbaai vergaat het HMS Birkenhead. Van de 643 opvarenden worden er 193 gered.[5]
- 1869
  - 19 februari – In Braamfontein explodeert een trein met aan boord 56 ton dynamiet. Hierbij komen 78 mensen om het leven.[6]
- 1874
  - 17 november – Ondergang van het schip Cosspatrick na brand. 369 doden.[7]
- 1881
  - 30 augustus – Vergaan van het stoomschip Teuton bij Danger Point. 236 doden.[8]
- 1896
  - 8 december – Vergaan van het zeilschip British Peer bij Dasseneiland. 19 doden.[9]
- 1898
  - 19 augustus – Treinongeval bij Matjiesfontein. Hierbij komen zeker 13 mensen om het leven.[10]

## 20e eeuw

### 1900-1909
- 1909
  - 28 juli – Vergaan van de SS Waratah bij Durban. 211 doden.
  - 5 augustus – Ondergang van de SS Maori, nabij Kaapstad. Hierbij komen 32 mensen om het leven.

### 1920-1929
- 1929
  - 27 april – Spoorwegongeval bij Worcester. 6 doden.

### 1930-1939
- 1937
  - 30 maart – Bij een mijnongeluk in de Durban Deep Mine komen 35 mensen om het leven.

### 1950-1959
- 1951
  - 16 oktober – Vliegtuigongeval bij Kokstad. Hierbij komen 17 mensen om het leven.[11]

### 1960-1969
- 1960
  - 21 januari – Coalbrook-ramp, de grootste mijnramp uit de geschiedenis van Zuid-Afrika. Deze vindt plaats in de Coalbrookmijn bij Sasolburg en eist 435 mensenlevens.[12]
- 1964
  - 4 oktober – Treinramp bij Durban na ontsporing. 150 doden en circa 700 gewonden.
- 1967
  - 13 maart – Vliegtuigcrash bij Oos-Londen. 25 doden.

### 1970-1979
- 1972
  - 30 maart – Treinramp bij Potgietersrus. 32 doden en 135 gewonden.
  - 21 augustus – Bij Stilbaai explodeert de tanker Texanita na een aanvaring. 47 bemanningsleden vinden de dood.
  - 29 september – Treinramp bij Rust. 31 doden en 71 gewonden.

### 1980-1989
- 1980
  - 28 maart – Een liftkoker stort 2000 meter in de diepte in een goudmijn. 31 mijnwerkers komen om.[13]
- 1981
  - 25 januari – Stortregens veroorzaken overstromingen in de Kaapprovincie. 119 doden.[14]
- 1982
  - 18 februari – Het Zuid-Afrikaanse marineschip SAS President Kruger (F150) vergaat na een aanvaring. 16 opvarenden verdrinken.
- 1983
  - 3 september – Mijnramp bij Vryheid. 64 doden.
- 1985
  - 27 maart – Westdenedam-ramp. Een bus met schoolkinderen rijdt na een botsing het water in. 42 kinderen komen om het leven.
- 1986
  - 28 maart – Treinramp bij Pylpunt. 16 doden.
  - 16 september – Brand in de goudmijn van General Mining Union bij Kinross. 177 doden.
  - 19 oktober – Een vliegtuig met aan boord de president van Mozambique stort neer in Zuid-Afrika. 34 doden, waaronder de president.
- 1987
  - 15 april – Vier rampen in Zuid-Afrikaanse goudmijnen binnen een week tijd eisen in totaal 49 slachtoffers.[15]
  - 31 augustus – Explosie door methaangas in de goudmijn van Sint Helana bij Welkom. 63 doden.

### 1990-1999
- 1994
  - 9 maart – Treinramp bij Durban. 63 doden en 370 gewonden.
  - 22 februari – Damdoorbraak van een stuwmeer bij Merriespruit. 17 doden.
- 1995
  - 11 mei – Lift ongeluk in de Vaalreef-goudmijn van Klerksdorp. 105 doden.

## 21e eeuw

### 2000-2009
- 2000
  - 24 maart – Paniek in de nachtclub Throb in Durban. 13 doden.
- 2001
  - 13 januari – Stadionramp in Ellis Park. Hierbij vallen 43 doden.
- 1994
  - 22 februari – Een stuwdam breekt door bij Merriespruit. Hierbij komen 17 mensen om het leven.
- 2001
  - 11 april – Stadionramp in het Oppenheimer Stadion. Hierbij vallen 42 doden.
- 2002
  - 6 februari – Treinongeval bij Charlotte's Dale. 24 doden, waaronder 16 kinderen.
- 2003
  - 1 mei – Busongeluk bij Bethlehem. De bus rijdt in een meer, hierbij komen 80 passagiers om het leven.
- 2006
  - 22 mei – Brand in de Buffelsfontein-goudmijn nabij Stilfontein. 8 doden.
  - 13 november – Botsing tussen metro en een minibusje in Kaapstad. 19 doden.
- 2009
  - 1 juni – 36 mensen komen om bij een brand in een verlaten mijn in Vrystaat.[16]

### 2010-heden
- 2010
  - 5 mei – Een bus met 77 passagiers stort bij Touwsrivier 30 meter dieper op het andere rijvak van de N1. Balans 23 doden.[17]
  - 25 augustus – Botsing tussen metro en een minibusje in Kaapstad. 10 doden.
  - 27 november – Een blikseminslag in een afgelegen gebied in de Zuid-Afrikaanse provincie KwaZulu-Natal kost zeven mensen het leven.[18]
- 2011
  - 17 januari – 21 doden en 18 gewonden bij zwaar verkeersongeval met pendelbus in de Vrijstaat.[19]
  - 24 januari – Grootschalige overstromingen in KwaZulu Natal. Hierbij komen 88 mensen om het leven.[20]
  - 8 februari – Vliegtuigje stort neer bij Plettenbergbaai. 9 doden.
  - 13 juni – Bij een brand in een tehuis voor ouderen en verstandelijk gehandicapten nabij Johannesburg komen 12 mensen om.[21]
  - 16 augustus – Bij een crash met twee oldtimer vliegtuigen in de noordelijke provincie Limpopo vallen 13 doden.[22]
  - 24 augustus – Bij een ongeval met een schoolbus bij Knysna komen 14 kinderen en de chauffeur om het leven.[23]
  - 13 november – In Oudtshoorn komen zeven personen om bij een grote brand.[24]
  - 14 november – Bij een verkeersongeval in de provincie West-Kaap komen 20 mensen om het leven. Bij het ongeval waren twee minibussen en een vrachtwagen betrokken.[25]
  - 26 december – Bij een verkeersongeval in de provincie Vrijstaat komen 19 mensen om het leven. Een inhalende auto knalde frontaal op een naderend taxibusje. Beide voertuigen vlogen hierna in brand.[26]
- 2012
  - 13 juli – Bij een treinongeluk in de buurt van Hectorspruit, ten oosten van de provinciale hoofdstad Nelspruit komen 24 mensen om het leven.[27]
  - 5 december – Bij een vliegtuigongeluk komen 11 mensen om van een medisch team. De Dakota was op weg naar Nelson Mandela.[28]
- 2014
  - 27 februari - Ten noorden van Johannesburg komen vijf mensen om het leven wanneer een vrachtwagen met explosieven een aanrijding krijgt met een personenwagen. Onder hen vier politieagenten. Een metersdiepe krater ontstond op de plaats van de explosie.[29]
- 2015
  - 30 augustus - Bij een busongeluk komen 35 mensen om.
- 2019
  - 19 april - Bij het instorten van een kerkdag in de plaats Dlangubo komen 13 mensen om het leven.